# Gleam
Gleam — функциональный язык программирования общего назначения, ориентированный на типобезопасное многопоточное программирование, код компилируется в Erlang или JavaScript. Автор — британский программист Луис Пилфолд (Louis Pilfold).
В отличие от наиболее популярных языков, компилирующихся в BEAM (байт-код среды выполнения Erlang), — Erlang и Elixir — использует статическую типизацию, имеет собственную типобезопасную реализацию OTP (фреймворка акторов Erlang). Пакеты предоставляются с помощью менеджера пакетов Hex, реализован интерфейс поиска Gleam-пакетов (Gleam package index).
Первая публичная версия 0.1 была выпущена 15 апреля 2019 года; в версии 0.16 реализована компиляция в JavaScript. В 2023 году фонд Erlang Ecosystem профинансировал создание курса по изучению Gleam на учебной платформе Exercism. Первая стабильная версия — 1.0.0 — была выпущена 4 марта 2024 года.
Инструментарий языка реализован на Rust, поставляется как один двоичный исполняемый файл, содержащий компилятор, инструмент сборки, менеджер пакетов, форматировщик исходного кода и протокол языкового сервера. Также доступен двоичный файл WebAssembly, содержащий компилятор Gleam, позволяющий компилировать код Gleam в веб-браузере.